# Christopher Hart
Pour les articles homonymes, voir Hart.
Christopher Hart (né en 1961 à Nanaimo, Colombie-Britannique) est un acteur et un magicien canadien, célèbre pour avoir joué la Chose, la main démembrée en 1991, 1993 et 1998 respectivement dans les films La Famille Addams, Les Valeurs de la famille Addams, et La Famille Addams : Les Retrouvailles.

## Biographie
Christopher Hart est né à Nanaimo, en Colombie-Britannique, d'une mère anglaise et d'un père canadien. Il a été élevé et éduqué dans les écoles catholiques de Los Angeles.
À l'âge de huit ans, il est intéressé par la magie après avoir découvert un livre de magie à la bibliothèque locale. C'est à ce même moment que la série télévisée "The Magician" avec Bill Bixby a été diffusée et d'autres ont nourri sa passion pour la magie.

## Filmographie
- 1989 : Columbo (magicien et guerrier)
- 1991 : La Famille Addams
- 1993 : Les Valeurs de la famille Addams
- 1997 : Quicksilver Highway
- 1998 : La Famille Addams : Les Retrouvailles
- 1998 : One Hand, Left
- 1999 : La Main qui tue
- 1999 : Angel (épisode L'Étrange Docteur Meltzer)